# ماتياس مولينا
ماتياس مولينا (بالإسبانية: Matías Molina)‏ هو لاعب كرة قدم أرجنتيني في مركز الدفاع، ولد في 13 يونيو 1993 في إيزيزا في الأرجنتين. لعب مع خميناسيا خوخوي.

## وصلات خارجية
- ماتياس مولينا على موقع قاعدة بيانات كرة القدم.إي يو (الإنجليزية)
- ماتياس مولينا على موقع Soccerway.com (الإنجليزية)